# ماريو مارسيل سالاس
ماريو مارسيل سالاس (بالإنجليزية: Mario Marcel Salas)‏ هو كاتب أمريكي، ولد في 30 يوليو 1949.